# Wupperbrücke Pestalozzistraße
Die Wupperbrücke Pestalozzistraße in der Nähe des Gutenbergplatzes ist eine Brücke über die Wupper für den innerstädtischen Straßenverkehr in Wuppertal-Elberfeld. Als eine der ältesten Stahl-Fachwerkbrücken (Baujahr 1876) der Stadt steht sie seit dem 14. April 2005 unter Baudenkmalschutz.
Die Pestalozzistraße hieß vor der Umbenennung 1935 Schillerstraße, so dass die Brücke früher unter dem Namen Schillerbrücke bekannt war. Die Straße stellte nach dem Ausbau 1877/79 eine wichtige Erschließung des Ortsteils Arrenberg zur Friedrich-Ebert-Straße (damals unter dem Namen Königsstraße) her und somit eine Verbindung zwischen dem Arbeiter-Wohngebiet Arrenberg und dem Gelände des aufstrebenden Industriebetriebs Friedr. Bayer et comp. (heute Bayer AG). Auch der Betrieb des Viehhofes am Arrenberg wurde dadurch besser an die westlichen Stadtteile angebunden.
Die Stützweite der Brücke beträgt 34,28 m und ist mit halbparabelförmigen oberhalb der 5,8 m breiten Fahrbahn liegenden Fachwerkobergurten versehen. Die Gehwege zur rechten und linken Seite sind jeweils 1,3 m breit. Das Bauwerk verläuft nicht im rechten Winkel über den Fluss, sondern leicht schief im Winkel von 84°.
In der Vergangenheit wurde die Brücke mehrmals saniert, nach den Sanierungen in den Jahren 1949 und 1965 wurden 2002 bei einer turnusmäßigen Brücken-Überprüfung erhebliche Korrosionsschäden festgestellt. Die Brücke wurde dann ab Mitte 2005 innerhalb von zehn Monaten saniert, wobei sie komplett für den Fahrzeug- und Fußgängerverkehr gesperrt werden musste. Die Kosten der Sanierungsmaßnahmen wurden mit 385.000 Euro veranschlagt.